# (15692) 1984 RA
1984 أر أي (ويعرف أيضًا باسم (15692) 1984 أر أي وفق تسمية الكوكب الصغير) (بالإنجليزية: 1984 RA)‏ هو كويكب ضمن حزام الكويكبات؛ وترتيبه 15692 من حيث الاكتشاف.
اكتُشف هذا الجُرم الفلكي بواسطة Maria A. Barucci ‏ في 1 سبتمبر 1984.

## وصلات خارجية
- (15692) 1984 RA في قاعدة بيانات مختبر الدفع النفاث لأجرام النظام الشمسي الصغيرة

- الاكتشاف · مخطط المدار ·  العناصر المدارية · المعلمات المادية

- (15692) 1984 RA على موقع ويكي سكاي: DSS2, SDSS, GALEX, IRAS, Hydrogen α, X-Ray, Astrophoto, Sky Map, Articles and images